# Choắt mỏ cong lớn

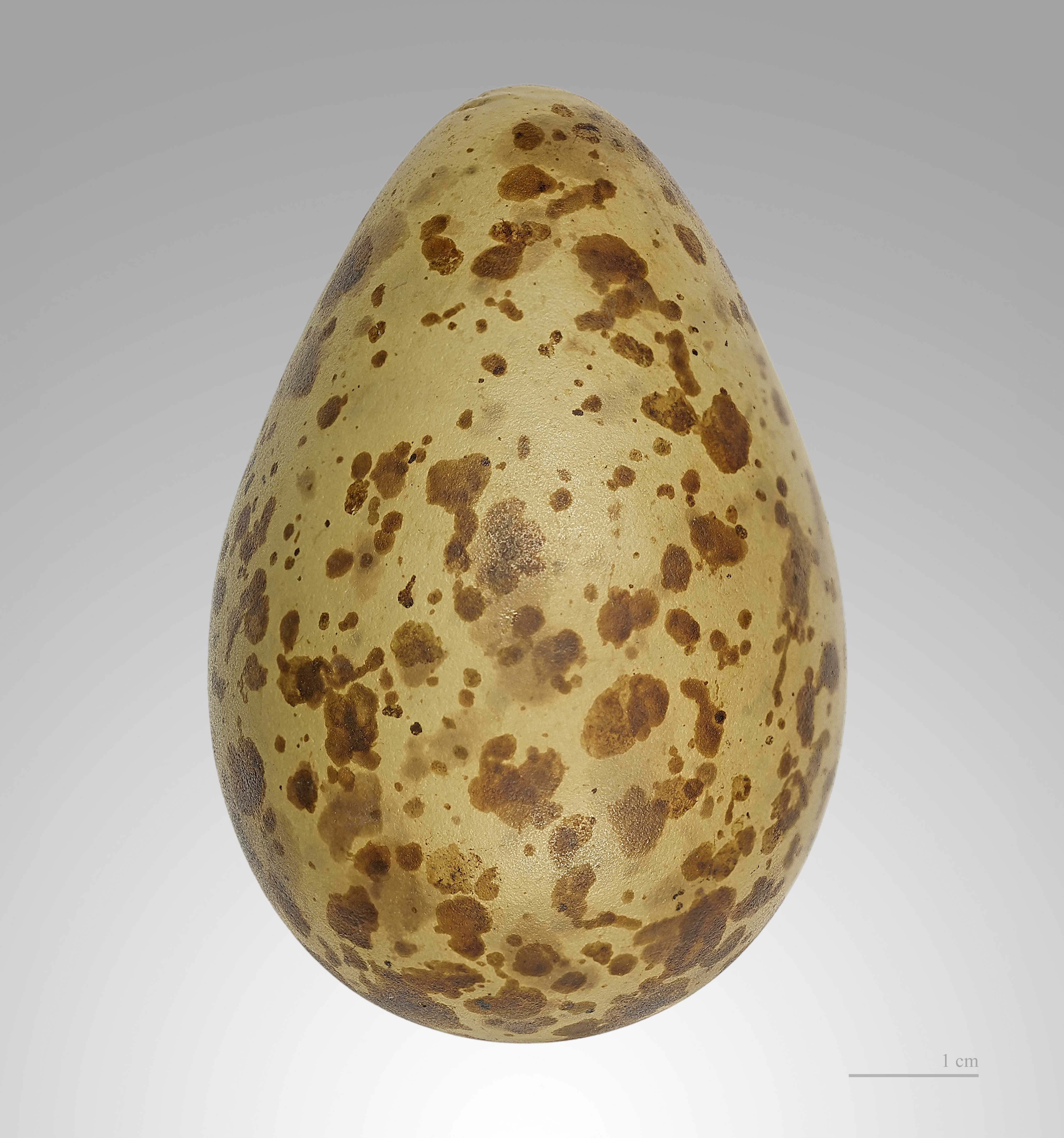
Nmenius arquata

Numenius arquata là một loài chim trong họ Scolopacidae.